# Bachmans zanger
Bachmans zanger (Vermivora bachmanii) is een zangvogel uit de familie Parulidae (Amerikaanse zangers). De vogel werd in 1833 door de beroemde Frans/Amerikaanse vogelkundige John James Audubon beschreven. Het is een ernstig bedreigde, endemische vogelsoort in de zuidoostelijke Verenigde Staten

## Kenmerken

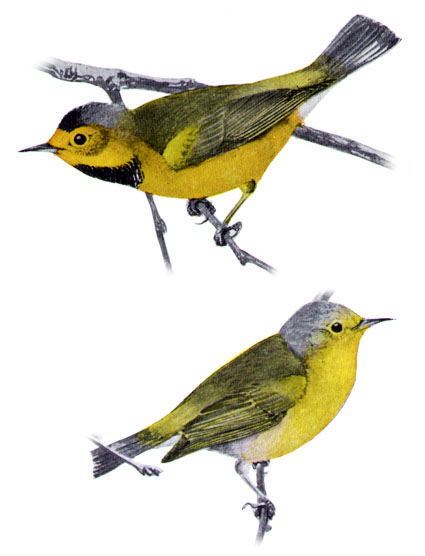
Illustratie uit 1907. Warblers of North America
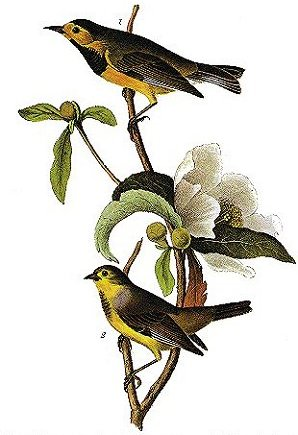
Illustratie door J.J. Audubon.

De vogel is 12 cm lang. De vogel is olijfgroen van boven en geel van onder. Het volwassen mannetje heeft een zwarte vlek op de keel en ook de voorkant van de kruin is zwart. Bij het vrouwtje ontbreken die zwarte vlekken en ze is wat doffer geel van onder.

## Verspreiding en leefgebied
Deze soort heeft gebroed in Missouri, Arkansas, Kentucky, Alabama en South Carolina. In 1934 is voor het laatst met zekerheid een broedgeval waargenomen, daarna zijn er alleen onbevestigde waarnemingen. De vogel overwinterde op Cuba en soms in Florida. Het was een vogel van moerasbossen langs rivieren.

## Status
Bachmans zanger heeft een zeer klein gebied waar hij mogelijk nog zou kunnen overleven. De kans op uitsterven is zeer groot. De laatste, niet eens door overtuigende documentatie bevestigde waarneming, is uit 1988. De grootte van de populatie werd in 2016 door BirdLife International geschat op minder dan 50 individuen. Het leefgebied is grotendeels drooggelegd en in Cuba is het overwinteringsgebied omgezet in suikerrietplantages. Om deze redenen staat deze soort als ernstig bedreigd (kritiek) op de Rode Lijst van de IUCN.